# Plays the Music of Billy Strayhorn
Plays the Music of Billy Strayhorn — студийный альбом британо-американской джазовой пианистки Мэриэн Макпартлэнд, выпущенный в 1987 году на лейбле Concord Jazz. Пластинка была записана в составе квартета, куда, помимо Макпартлэнд, вошли саксофонист Джерри Доджон, басист Стив Ла Спина и барабанщик Джоуи Бэрон. В альбоме представлены интерпретации стандартов пианиста и композитора Билли Стрэйхорна, включая «Isfahan», «Lotus Blossom», «Lush Life», «Take the „A“ Train» и «Raincheck».

## Отзывы критиков
| Оценки критиков                            | Оценки критиков |
| Источник                                   | Оценка          |
| ------------------------------------------ | --------------- |
| AllMusic                                   | [ 2 ]           |
| The Encyclopedia of Popular Music          | [ 3 ]           |
| MusicHound Jazz: The Essential Album Guide | [ 4 ]           |
| The Penguin Guide to Jazz                  | [ 5 ]           |
| The Rolling Stone Jazz & Blues Album Guide | [ 6 ]           |

В обзоре Billboard дали положительный отзыв альбому, заявив, что он доставляет удовольствие почти так же, как и аналогичный классический трибьют Стрэйхорну …And His Mother Called Him Bill Дюка Эллингтона.
Скотт Яноу из AllMusic отметил, что Макпартлэнд всегда питала слабость к композициям Билли Стрэйхорна, придавая его песням нужную чувственность. По его мнению, никаких откровений или новшеств в альбоме не происходит, но музыка Стрэйхорна хорошо сочетается с интерпретациями Макпартлэнд.

## Список композиций
1. «Intimacy of the Blues» — 4:21
2. «Isfahan» — 6:41
3. «Lotus Blossom» — 3:18
4. «Raincheck» — 3:39
5. «Lush Life» — 3:38
6. «U.M.M.G.» — 4:19
7. «A Flower Is a Lovesome Thing» — 6:19
8. «Take the „A“ Train» — 3:43
9. «Day Dream» — 3:13
10. «After All» — 5:43

## Участники записи
- Мэриэн Макпартлэнд — фортепиано
- Стив Ла Спина — басс
- Джерри Доджон — саксофон-альт, аранжировка
- Джоуи Бэрон — ударные
- Эд Трабанко — звукорежиссёр, запись
- Кэрри Вассенаар — ассистент звукорежиссёра
- Джордж Хорн — мастеринг
- Карл Джефферсон — продюсер
- Аллен Фарнхэм — ассистент продюсера

Все данные взяты из примечаний к альбому.